# Сероголовый снегирь

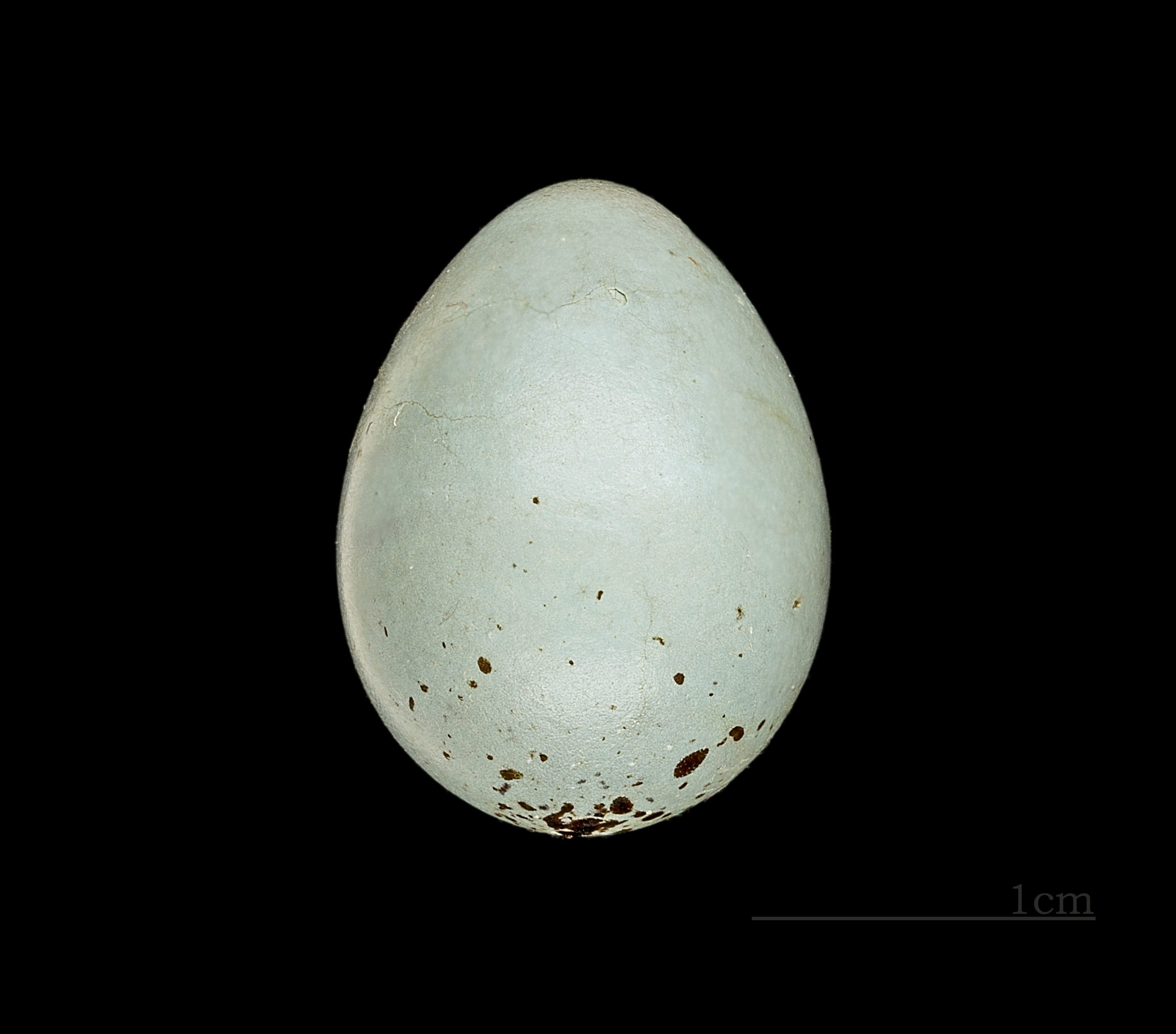
Pyrrhula erythaca

Сероголовый снегирь (лат. Pyrrhula erythaca) — самый распространенный масковый снегирь. Встречается от Западных Гималаев и Сычуани, на север и восток Китая и Тайваня.

## Описание
Птица мелких размеров, меньше воробья. Черные перья вокруг клюва формируют так называемую маску. Хвост, рулевые и кроющие изгиба крыла тоже черные. Полоса из больших верхних кроющих крыла - светло-серая или белая. Голова, щёки, горло, спина и кроющие крыла серые. Белые - перья вокруг маски, надхвостье и подхвостье. Крайнее внутреннее маховое с красным пятном. У самцов живот от полностью красновато оранжевого до серого с небольшими красными пятнами по бокам. У самок спина, горло, грудь и живот серо-коричневые. Голова, щеки и зашеек коричневато-серые. Хвост ступенчатый, с выемкой по середине, но меньшей, чем у бурого.

## Систематика
Некоторые ученые выделяют 5 подвидов:
- Pyrrhula erythaca erythaca Blyth, 1862
- Pyrrhula erythaca altera Rippon, 1906
- Pyrrhula erythaca wilderi Riley, 1918
- Pyrrhula erythaca taipaishanensis Rothschild, 1921
- Pyrrhula erythaca owstoni Hartert & Rothschild, 1907 (Синоним: Pyrrhula erythaca arizanica Ogilvie-Grant, 1908)

Международный союз орнитологов подвидов не выделяет.